# Вырыки-Полуд
Вырыки-Полуд (пол. Wyryki-Połód) — деревня в Влодавском повете Люблинского воеводства Польши. Административный центр гмины Вырыки. Находится примерно в 12 км к западу от центра города Влодава.
В 1975—1998 годах деревня входила в состав Хелмского воеводства.